# Campylaspis heardi
Campylaspis heardi is een zeekommasoort uit de familie van de Nannastacidae. De wetenschappelijke naam van de soort is voor het eerst geldig gepubliceerd in 1980 door Muradian-Ciamician.